# Journalist

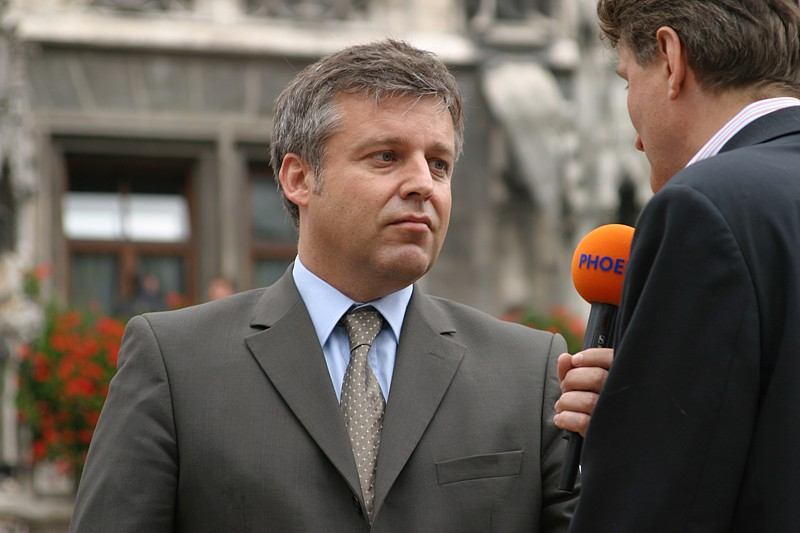
Journalisten interviewen sich gegenseitig: Reporter Heinz Abel (Phoenix) im Gespräch mit Peter Fahrenholz (Süddeutsche Zeitung, im Bild rechts) für die Live-Sendung „Wahl ’05“

Ein Journalist ([ʒʊʁnaˈlɪst]; von französisch journaliste [ʒʊʁnaˈlɪst]) oder eine Journalistin ist tätig mit der Sammlung, Aufbereitung und Verbreitung von Nachrichten sowie zugehörigen Kommentaren und Beiträgen und hat Einfluss auf die öffentliche Meinung. Ein Journalist arbeitet als freier Mitarbeiter, Mitglied einer Redaktion, oder Auslandskorrespondent für Medien, Zeitungen, Zeitschriften oder Nachrichten- bzw. Pressedienste bei Film, Funk oder Fernsehen, als Autor von Büchern, Blogs, Webcasts, Podcasts, Social-Networking- und Social-Media-Sites und E-Mails, oder erstellt als Fotograf Bildberichte.
Nach Definition des Deutschen Journalisten-Verbandes erstreckt sich der Begriff zudem auf die Verbreitung und Veröffentlichung von Meinungen und Unterhaltung sowie auf Mitarbeiter der Pressestellen von Behörden und Unternehmen. Die Berufsbezeichnung Journalist ist in Deutschland rechtlich nicht geschützt. Es gilt der freie Zugang zum Journalismus aufgrund der Meinungs- und Pressefreiheit nach Artikel 5 des Grundgesetzes.

## Berufsbild

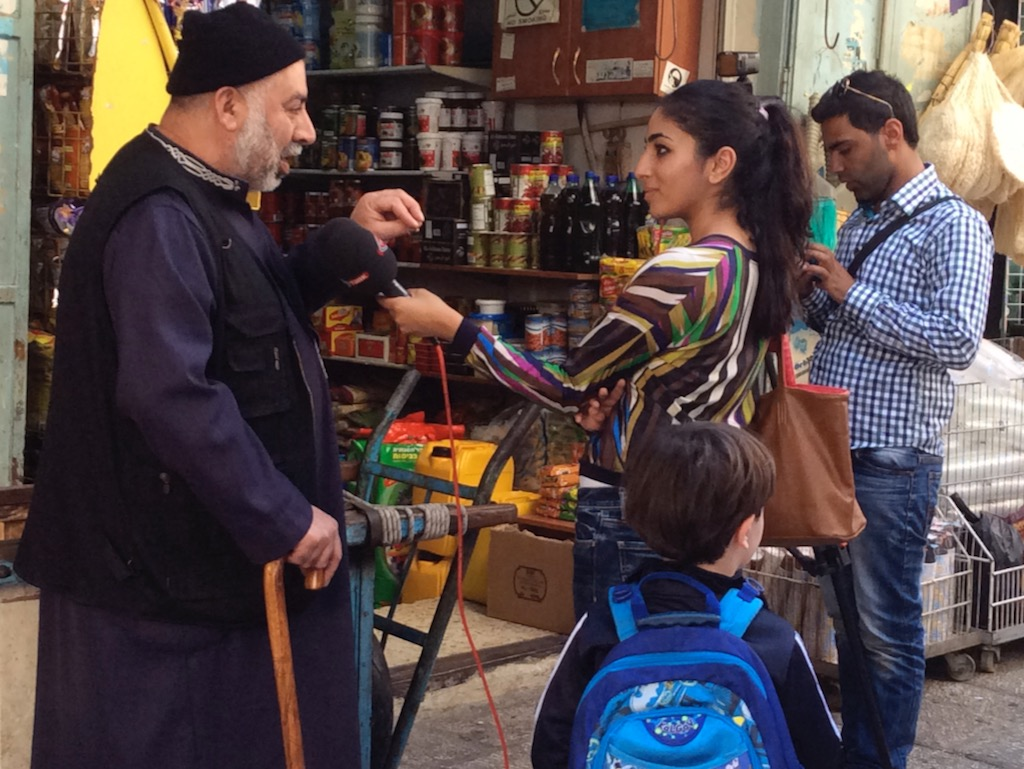
Straßeninterview: Fernsehjournalistin 2014 bei der Arbeit

Journalisten arbeiten für unterschiedliche Medien: Printmedien wie Zeitungen, Zeitschriften und Anzeigenblättern, im Online-Journalismus bei Online-Redaktionen, aber auch im Hörfunk und Fernsehen, für Nachrichtenagenturen oder in der Öffentlichkeitsarbeit. Sie arbeiten auf lokaler Ebene oder auch weltweit als Reporter oder Auslandskorrespondent. Im Sinne des Deutschen Journalisten-Verbandes werden auch Mitarbeiter der Pressestellen von Wirtschaftsunternehmen, Behörden oder Organisationen als Journalisten bezeichnet.

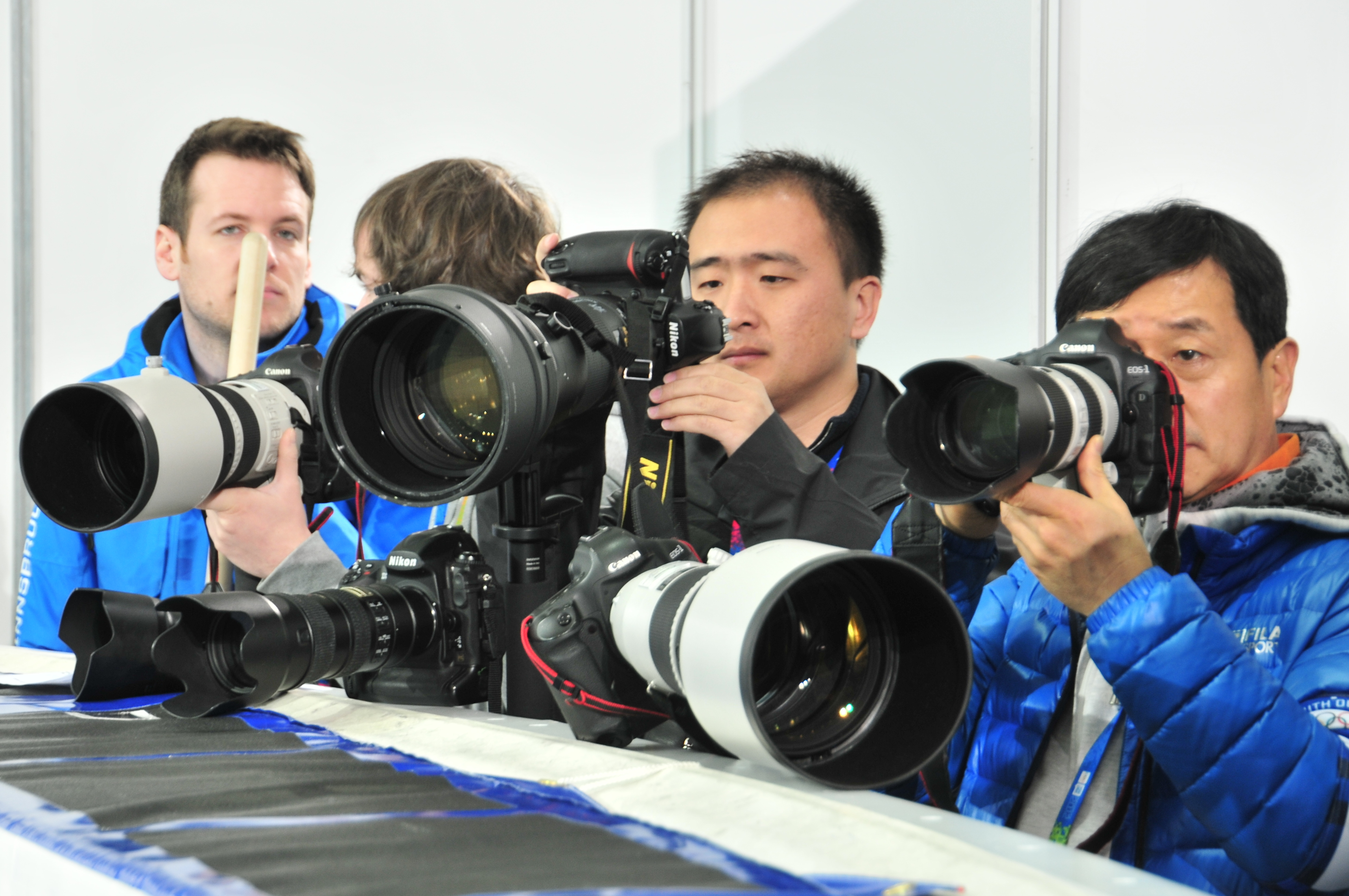
Pressefotografen

Journalisten arbeiten in einer Vielzahl von Tätigkeiten und Funktionen wie Investigativjournalist, Korrespondent, Redakteur, Reporter, Chef vom Dienst, Bildredakteur, Kolumnist, Feuilletonist, Leitartikler, Fotojournalist, Videojournalist, Modejournalist oder Moderator. Es gibt freie Journalisten und angestellte Journalisten. Von vor dem Jahre 2009 etwa 45.000 festangestellten Journalisten in Deutschland arbeitete ein Drittel bei Tageszeitungen und ein Viertel beim Rundfunk. Der Rest verteilte sich auf Zeitschriften, Online-Dienste und auf Mitarbeiter in Pressestellen und Agenturen. Nach Branchenstatistiken erzielten diese Journalisten damals im Durchschnitt ein jährliches Brutto-Einkommen von rund 36.000 Euro mit fallender Tendenz. Neben den angestellten Journalisten gab es auch rund 40.000 freiberufliche Journalisten.
Die Sorgfaltspflicht zählt zu den elementaren journalistischen Aufgaben. Journalisten sind verpflichtet, vor der Verbreitung ihrer Nachrichten diese auf Inhalt, Herkunft und Wahrheitsgehalt zu kontrollieren. Die Landespressegesetze der Bundesländer regeln das Presserecht einfach gesetzlich. Der deutsche Pressekodex erweitert die Regeln journalistischen Arbeitens um eine Selbstverpflichtung, unter anderem „Achtung vor der Wahrheit, die Wahrung der Menschenwürde und die wahrhaftige Unterrichtung der Öffentlichkeit“ als oberste Gebote.

### Darstellungsformen
In ihrer Arbeit setzen Journalisten unterschiedliche Darstellungsformen ein. Neben der Vermittlung von Fakten (Nachricht, Bericht) werden in anderen Darstellungsformen narrative Elemente genutzt: Interview, Reportage und Feature. Eine Wertung, Einordnung oder Erklärung eines Sachverhaltes findet sich im Kommentar und in der Glosse. Die Darstellungsformen ziehen sich durch alle Medien wie Text, Fotografie, Film oder Hörfunk. Zunehmend entstehen Mischformen.

### Tätigkeitsfelder

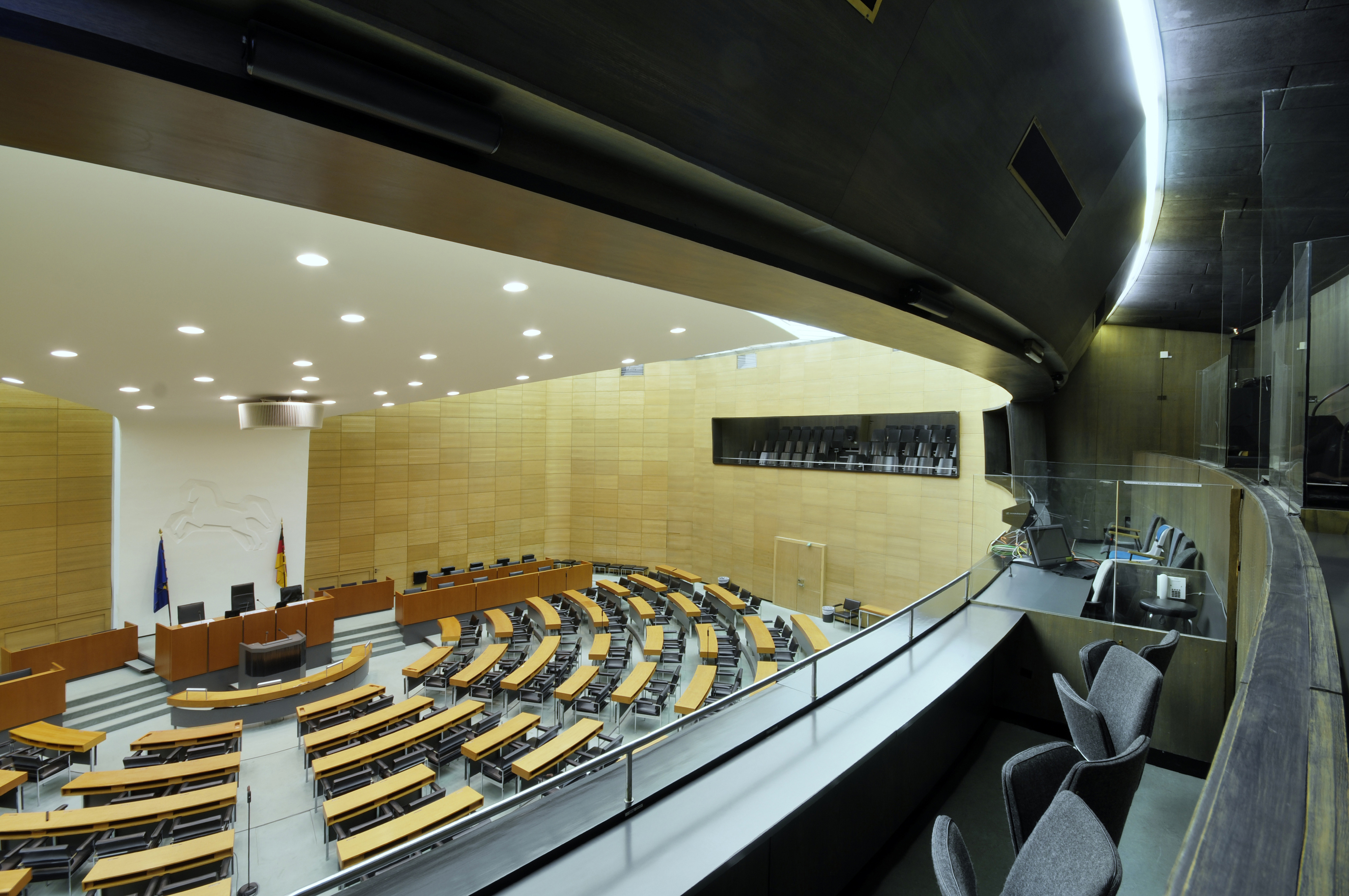
Pressetribüne im niedersächsischen Landtag

Im Bereich der Tageszeitungen arbeitet ein großer Teil als Lokaljournalist. Bei überregionalen Tageszeitungen, bei Zeitschriften und in den Bereichen Rundfunk und Fernsehen findet in der Regel eine Spezialisierung auf bestimmte Ressorts statt, z. B. Nachrichten, Sport, Wirtschaft, Kultur, Musik, Wissenschaft, aber auch für Seitengestaltung und Überschriftenformulierung, Recherche, Koordination.
Im Sinne des Deutschen Journalisten-Verbandes sind auch Pressesprecher oder Pressereferenten in den Pressestellen (auch PR- oder Marketingabteilungen) von Wirtschaftsunternehmen, Behörden oder Organisationen als Journalisten tätig. In Pressestellen haben rund 75 % der Mitarbeiter eine journalistische Ausbildung absolviert. Eine Großzahl der deutschen Journalisten arbeitet parallel als freier Journalist in diesen Bereichen.

### Arbeitsverhältnisse

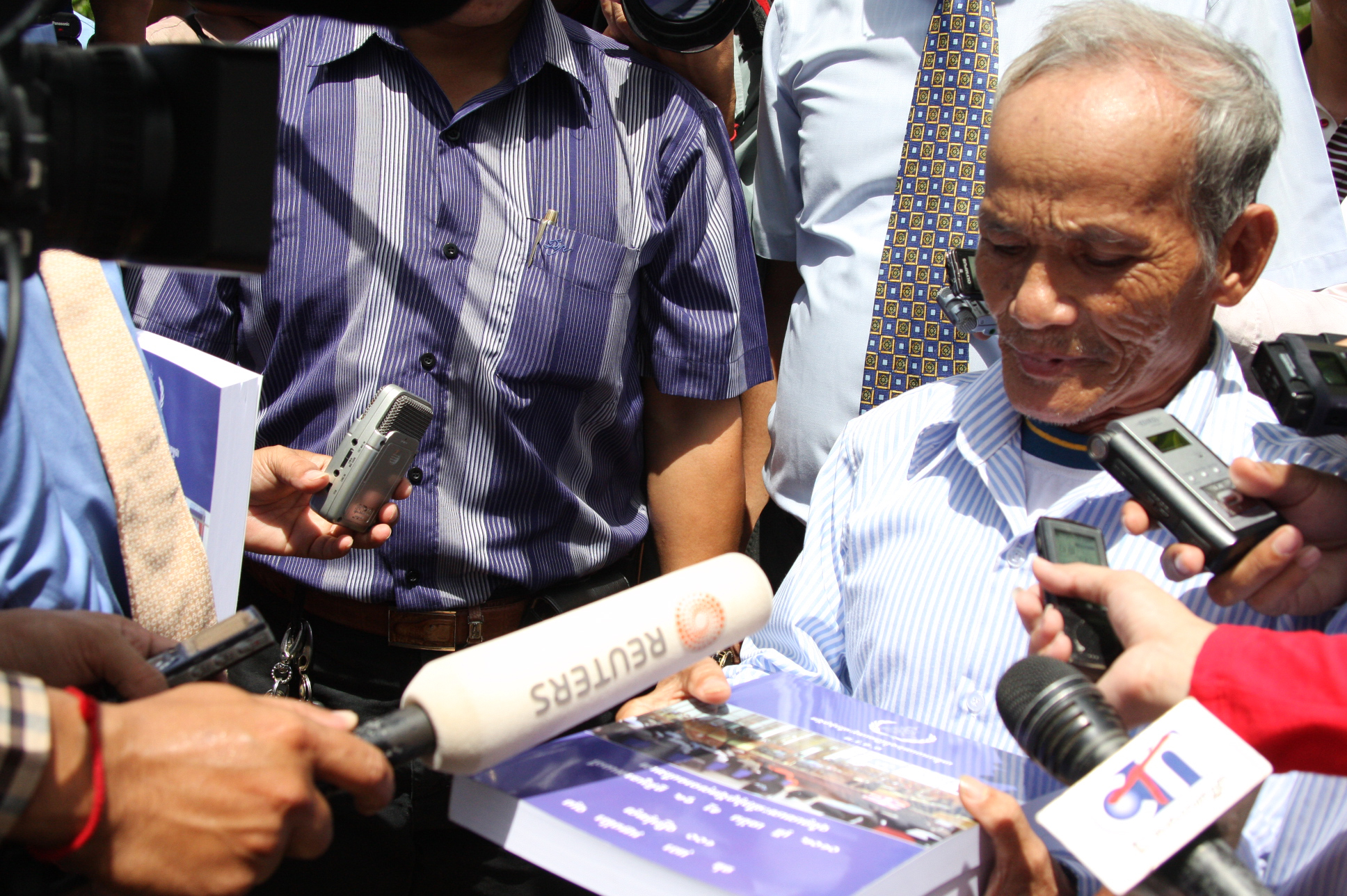
Journalisten interviewen Bou Meng, einen Überlebenden der Roten Khmer.

Wer bei Presse, Hörfunk oder Nachrichtenagenturen Nachrichten innerhalb einer Redaktion bearbeitet, also redigiert, gilt als Redakteur. Dabei werden Bild- und Text-Redakteur unterschieden. Im Unterschied dazu arbeitet der Reporter vor Ort, etwa bei einem großen Unglück oder einer Naturkatastrophe, recherchiert also die Fakten einer Geschichte. Ein Korrespondent ist für seine Heimatredaktion (Zeitung, Hörfunk, Fernsehen, Nachrichtenagentur) in Berlin, einer Landeshauptstadt oder im Ausland tätig. Außerdem gibt es noch den Moderator, der Sendungen entweder im Fernsehen oder im Hörfunk präsentiert.
2018 gab es etwa 41.250 hauptberufliche Journalisten, festangestellte wie freiberufliche. 2005 waren es noch 48.000, im Jahr 1993 etwa 54.000 – hinzu kommen 100.000 nebenberufliche freie Journalisten, die weniger als 50 Prozent ihres Einkommens mit dem Journalismus verdienen.
Laut Schneider/Raue arbeiteten 2003 für Tageszeitungen circa 14.000 Redakteure, für Zeitschriften etwa die Hälfte, rund 8.000 für die Rundfunkanstalten und 5.000 für Anzeigenblätter.

#### Freiberufliche
1993 gab es neben den angestellten Journalisten 18.000 hauptberufliche freie Journalisten, im Jahr 2018 waren es noch 9600. Die meisten arbeiteten für mehr als zwei Redaktionen, immer mehr auch nebenbei für Public Relations oder in der Unternehmenskommunikation. Besonders bei den themenspezifisch arbeitenden Hauptstadt-Journalisten (z. B. Wirtschaftsjournalisten) arbeiten „Freie“, da sich viele kleinere Zeitungen keine eigenen Redakteure in der Hauptstadt bzw. keine für jedes einzelne Ressort leisten können. Diese arbeiten auf Honorar-Basis oder handeln Pauschalverträge aus. Sie bekommen jedoch keine regelmäßigen Aufträge und müssen ein eigenes Büro unterhalten, dazu müssen sie sich an ihren Kunden und deren Themenwünschen orientieren. Ein freier Journalist im Pressewesen wird in der Regel nach gedruckten Zeilen (Zeitungen) oder Seiten (Zeitschriften) honoriert. Viele Moderatoren im Fernsehen sind freie Journalisten. Neben denjenigen, die sich freiwillig gegen eine Festanstellung entschieden haben und gut verdienen, nimmt das Heer der auftragsknappen oder -losen Journalisten mit Nebenjobs deutlich zu. Selbst große Medien haben Festangestellte und freie Mitarbeiter entlassen.
Zeitschriften, Fernsehen und Hörfunk sind auf die „Freien“ angewiesen, da diese billiger und flexibler einsetzbar sind und Verlage sowie Zeitungshäuser in den letzten Jahren umfassend rationalisiert haben, da der Kostendruck wegen sinkender Auflagen gestiegen ist. Der Anteil der freien Journalisten an den Inhalten von Zeitungen und Zeitschriften steigt dabei sehr stark an. Nach Recherchen des Berufsverbandes Freischreiber stammen beispielsweise 55 % der Texte im Wissenschaftsmagazin P.M. von freien Journalisten. 60 % ist ihr Anteil am Zeit-Magazin. Bei der Wirtschaftszeitschrift Brand eins sind es nach Angaben des Verbandes sogar 68 %.
Neben den angestellten und freiberuflichen Journalisten gibt es noch die sogenannten Pauschalisten, die ein Pauschalhonorar bekommen und keine festen Arbeitszeiten haben.

### Journalistinnen

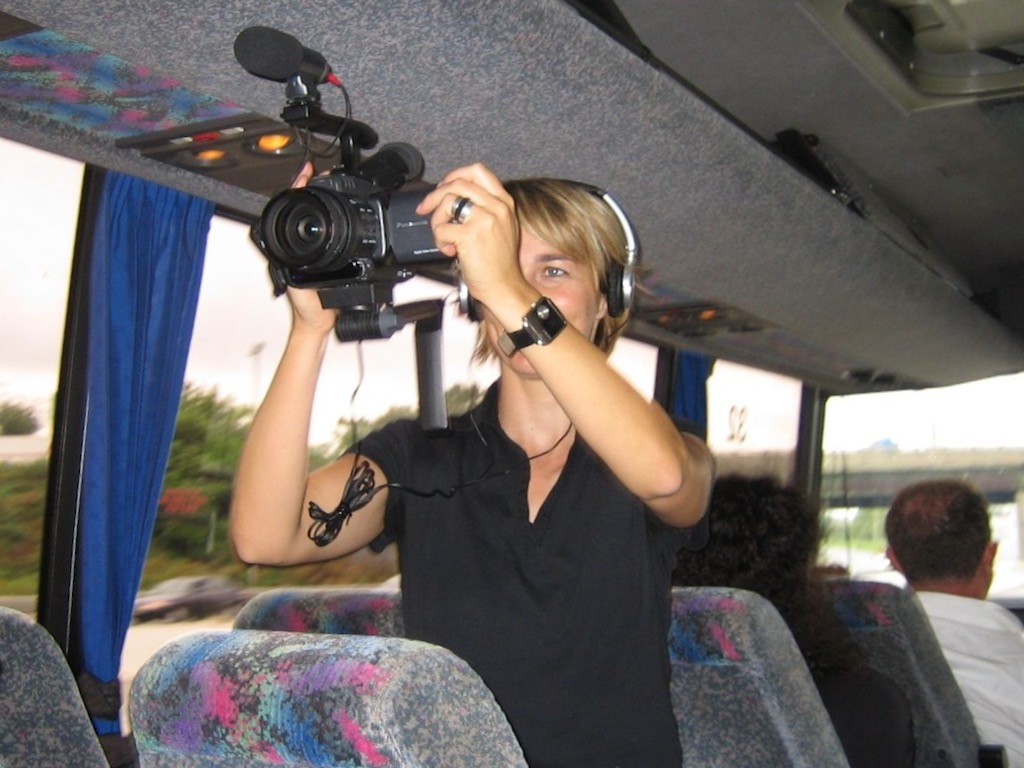
WDR-Fernsehjournalistin Renate Werner beim Dreh, 2007

Das Schreiben in Zeitungen wurde noch in der 2. Hälfte des 20. Jahrhunderts auf dem Kontinent allgemein als Männersache von hohem Befriedigungsgrad angesehen. Der Journalistenberuf ist weitgehend ein reiner Männerberuf, ist im Nachschlagewerk Publizistik (1971) zu lesen. Aus einer Untersuchung, die das Institut für Demoskopie Allensbach im Auftrag der Stiftervereinigung der Presse im Jahre 1969 durchgeführt hatte, ging hervor, dass alle Chefredakteure, 98 % der Ressortleiter und 85 % der Redakteure Männer waren. Hierzu führte Noelle-Neumann 1971 an, dass die meisten Journalistinnen mit zunehmendem Alter ihre Berufstätigkeit aufgegeben hätten.

Oriana Fallaci in Teheran

Siegfried Weischenberg ermittelte in der repräsentativen Befragung „Journalismus in Deutschland II“, dass der Frauenanteil der 48.000 Menschen, die 2005 in Deutschland hauptberuflich journalistisch tätig waren, bei 37 % lag, im Jahr 2016 waren es ziemlich unverändert etwa 40 %. 2020 war das Geschlechterverhältnis in Redaktionsteams weiterhin unausgeglichen: In der Zusammenschau von Print- und Online-Ausgaben bei zehn Leitmedien ergibt sich eine Spanne von 15 % bei Focus bis zu 52 % beim Stern.
Nur jede fünfte Chefredaktion war 2005 mit einer Frau besetzt, 29 % der Ressortleitungen und CvDs nahmen Frauen wahr. „In den zentralen Ressorts Aktuelles, Politik, Wirtschaft und Lokales sind Journalistinnen entsprechend ihrem Anteil in der Profession vertreten“ schreibt im Jahr 2008 die Kommunikationswissenschaftlerin Margreth Lünenborg. „Als hochgradiger Männerjob erweist sich noch immer das Sportressort, mehr Frauen arbeiten im Feuilleton.“ 2016 betrug der Anteil von Journalistinnen in Führungspositionen in Deutschland 20 %. Die Veränderungen sind bis ins Jahr 2019 gering und abhängig von dem jeweiligen Medium: Was die leitenden Positionen in zehn Leitmedien angeht, liegt der durchschnittliche Frauenanteil bei 25 %; mit hohen Schwankungen zwischen Tageszeitung mit 51 % und Handelsblatt mit 16 %. In den Chefetagen von Regionalzeitungen ist das Missverhältnis besonders groß: Von 100 Chefredaktionen sind nur 8 mit Journalistinnen besetzt.

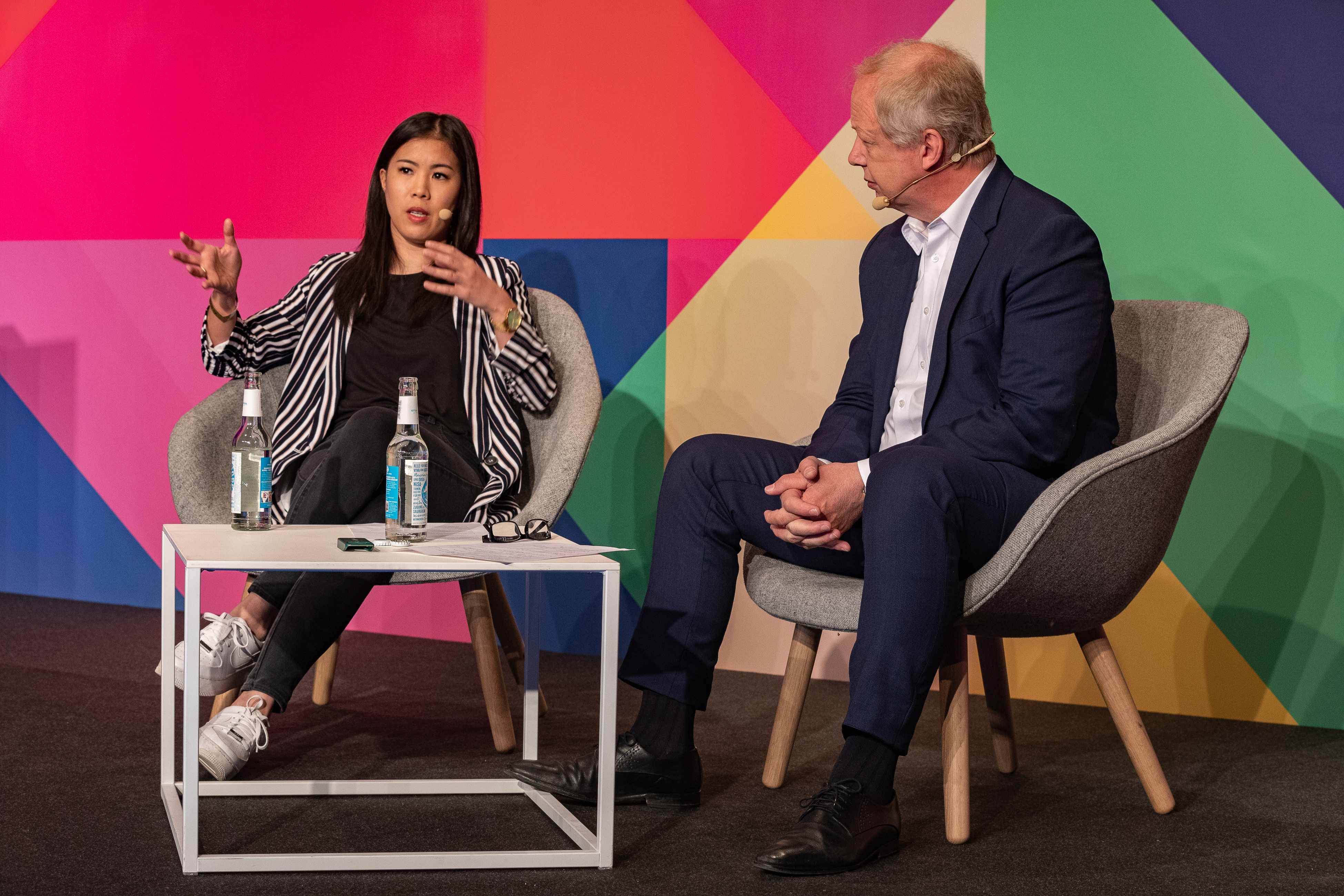
Wissenschaftsjournalistin und YouTuberin Mai Thi Nguyen-Kim, 2018

Frauen haben in den hochbezahlten und publikumswirksamen Bereichen des Fernsehjournalismus Spitzenpositionen erreicht, zum Beispiel Sabine Christiansen, Anne Will (Nachrichtenredakteurinnen); Sandra Maischberger, Maybrit Illner (politische Talkshows) oder Franca Magnani, Gabriele Krone-Schmalz (Auslandskorrespondentinnen). Aufmerksamkeit erregten Journalistinnen als Bloggerinnen, YouTuberin wie Mai Thi Nguyen-Kim oder via Podcasts wie die Hörfunkjournalistin Korinna Hennig.
In Österreich stellten Frauen im Jahr 2008 mit 58 % die Mehrheit unter den Jungjournalisten (bis 29 Jahre). Bei den 30- bis 39-Jährigen, der größten Gruppe unter Österreichs Journalisten, herrschte annähernd Parität. 2016 wurde ein gesamter Frauenanteil von 40 % angegeben, in Führungspositionen 30 %.
Deutschsprachige Journalistinnen sind im Journalistinnenbund (jb) organisiert, ein 1987 gegründetes Netzwerk. Daneben besteht seit 2012 der Verein ProQuote Medien. Zudem sind Journalistinnen als eigenständige Gruppe in Standesorganisationen wie dem Deutschen Journalistenverband (DJV) und innerhalb von Gewerkschaften organisiert, etwa bei Verdi-Frauen.
Der Frauenanteil der bei der Berufsausübung getöteten Journalisten (ab 1992) beträgt etwa 7 Prozent.

### Ausbildung

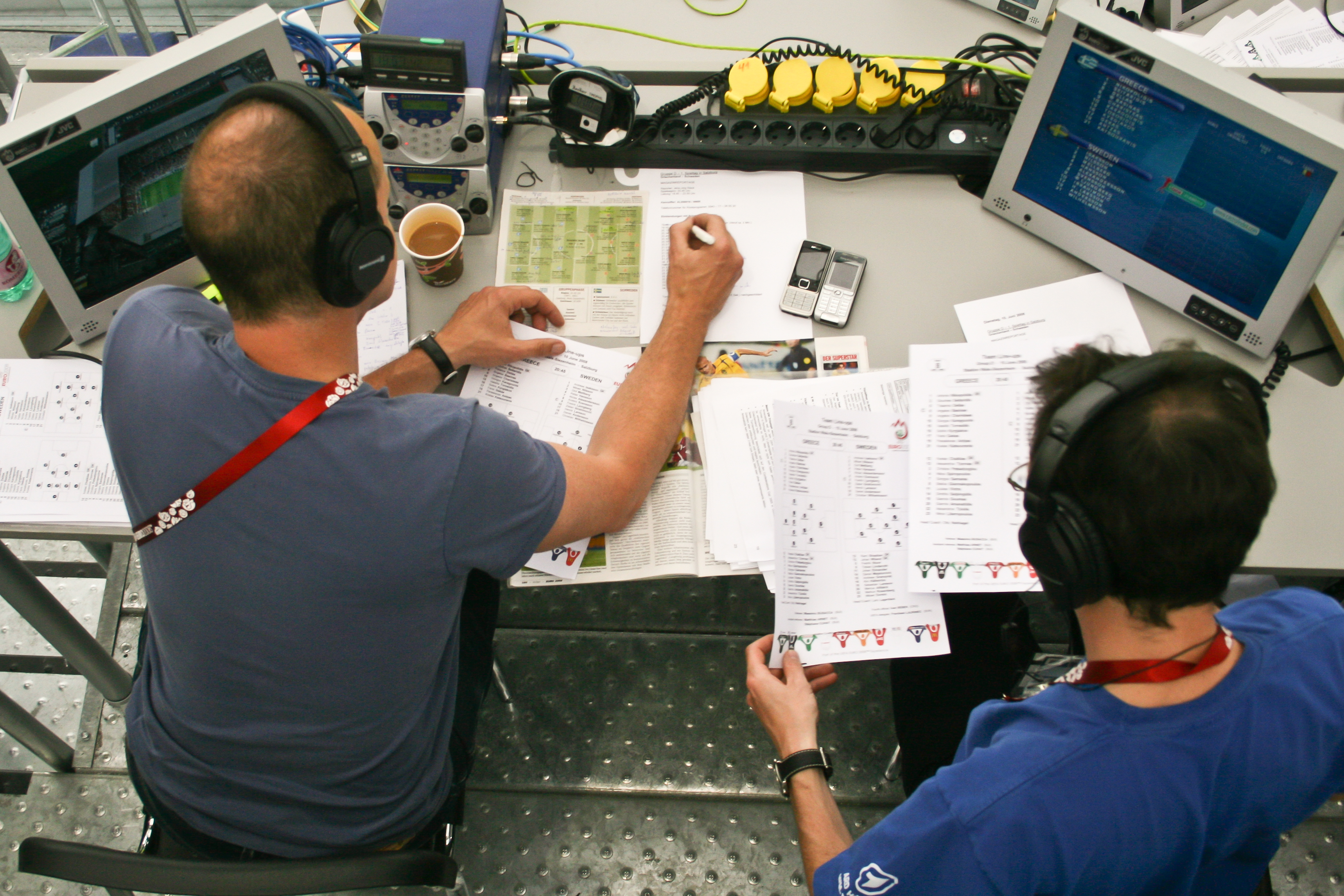
Journalisten bei der Fußball-Europameisterschaft 2008

Jeder kann sich Journalist nennen – ohne spezielle Voraussetzungen oder einen bestimmten Ausbildungsweg, da die Berufsbezeichnung vom Gesetzgeber nicht geschützt wurde. Auch Pressefotografen und Bildredakteure werden den Journalisten zugeordnet. Die Bezeichnung „Redakteur“ ist ebenfalls nicht geschützt, aber tarifvertraglich festgelegt.

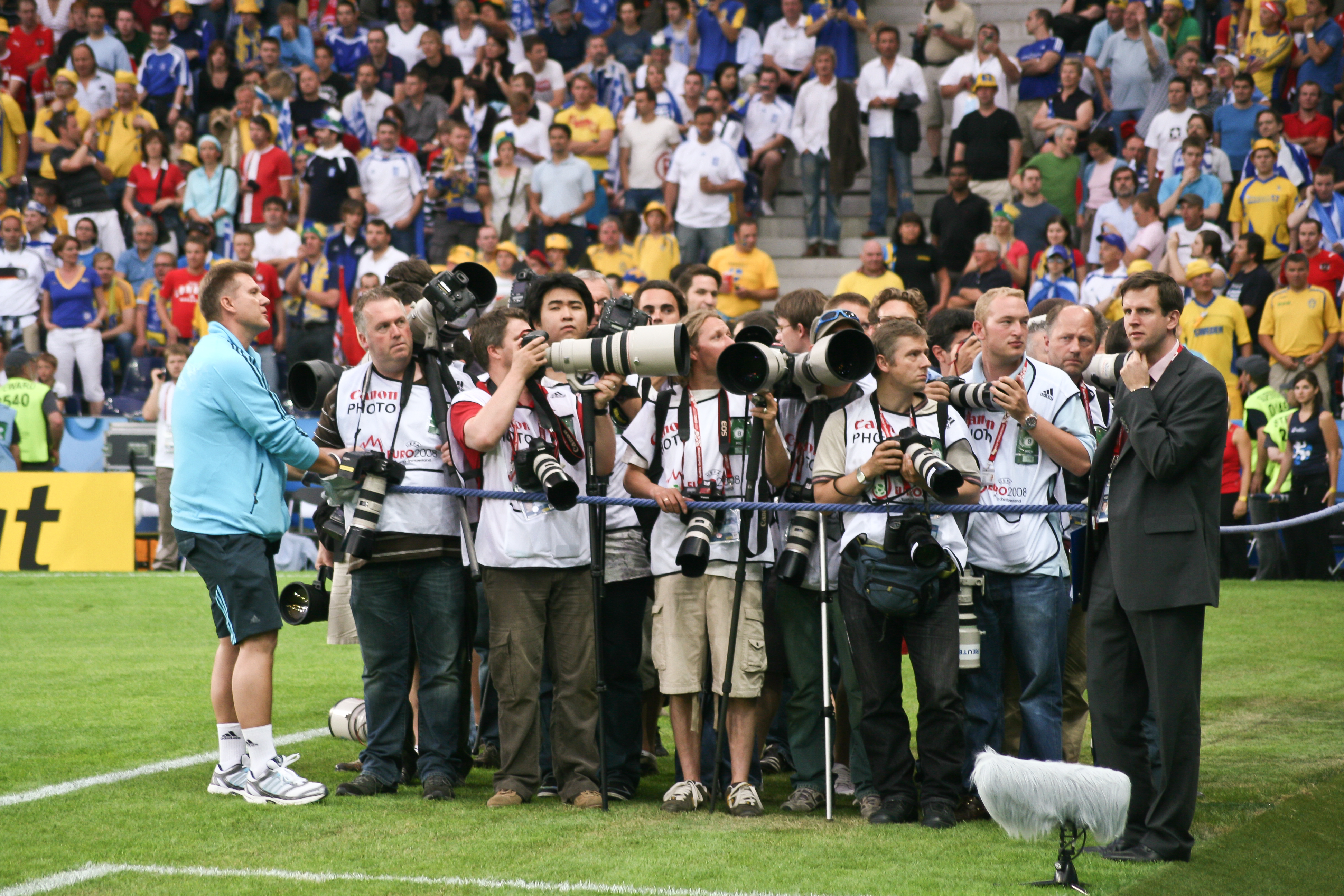
Fotojournalisten bei der Fußball-Europameisterschaft 2008

Die frühere Vorstellung vom „Begabungsberuf“ wurde abgelöst durch ein professionelleres Berufsbild mit definierbaren Ausbildungsgängen sowie Kategorien für die fachliche Qualität im Journalismus. In der Regel ist ein Studium Voraussetzung, gefolgt von einer zweijährigen Ausbildung in einer oder mehreren Redaktionen als Volontariat. Bereits während des Studiums werden Erfahrungen in Praktika und in freier journalistischer Mitarbeit gesammelt. Weitere Möglichkeiten zum Zugang sind der Besuch einer Journalistenschule oder ein Journalistik- bzw. Journalismus-Studium. Das Berufsfeld ist offen für Quereinsteiger, insbesondere mit Spezialwissen.
Voraussetzung für den Beruf des Journalisten ist in erster Linie die Kommunikation, sei es im Bereich Sprache, Foto oder Film. Darüber hinaus kommt es auf soziales und gesellschaftspolitisches Verantwortungsbewusstsein, logisches und analytisches Denken, Kreativität sowie Kontaktfähigkeit an. Abgesehen vom Lokaljournalisten, der ein Allrounder sein sollte, sind in den Mantelredaktionen der Printmedien sowie bei Hörfunk und Fernsehen zunehmend Fachleute gefragt.
Ein Studium, insbesondere Journalistik und Publizistik, bildet heute meist die Grundlage. Danach sollte ein Volontariat absolviert werden, in dem man die praktische Seite des Berufs kennenlernt. Die meisten Redaktionen verlangen mittlerweile ein abgeschlossenes Hochschulstudium, bevor sie eine Volontariatsstelle vergeben.
Journalistenschulen vermitteln Medienpraxis, da sie praktischer ausgerichtet sind als die Studiengänge an den Universitäten. Sie werden häufig nach dem oder parallel zum Studium besucht.
Bereits während des Studiums sollte praktische Erfahrung, beispielsweise als freier Mitarbeiter in einer Lokalredaktion, gesammelt werden, sonst ist es schwer, eine Volontariatsstelle zu bekommen. Ein Volontariat dauert zwischen 15 und 24 Monaten.

## „Vierte Gewalt“ im Staat
Artikel 5 Grundgesetz garantiert die Pressefreiheit. Paragraph 3 Landespressegesetz verankert die Beschaffung und Verbreitung von Nachrichten im öffentlichen Interesse sowie das Üben von Kritik als „öffentliche Aufgabe“. Presserechtler Martin Löffler stellte schon 1955 fest, dass die Presse als „als vierter Träger der öffentlichen Gewalt gegenüber dem gefährlichen Machtstreben des […] Parteienstaates das gesunde Gegengewicht“ bilden soll. Das Bundesverfassungsgericht erklärte 1966 eine „freie, nicht von der öffentlichen Gewalt gelenkte, keiner Zensur unterworfene Presse“ als „ein Wesenselement des freiheitlichen Staates“ und als „für die moderne Demokratie unentbehrlich.“

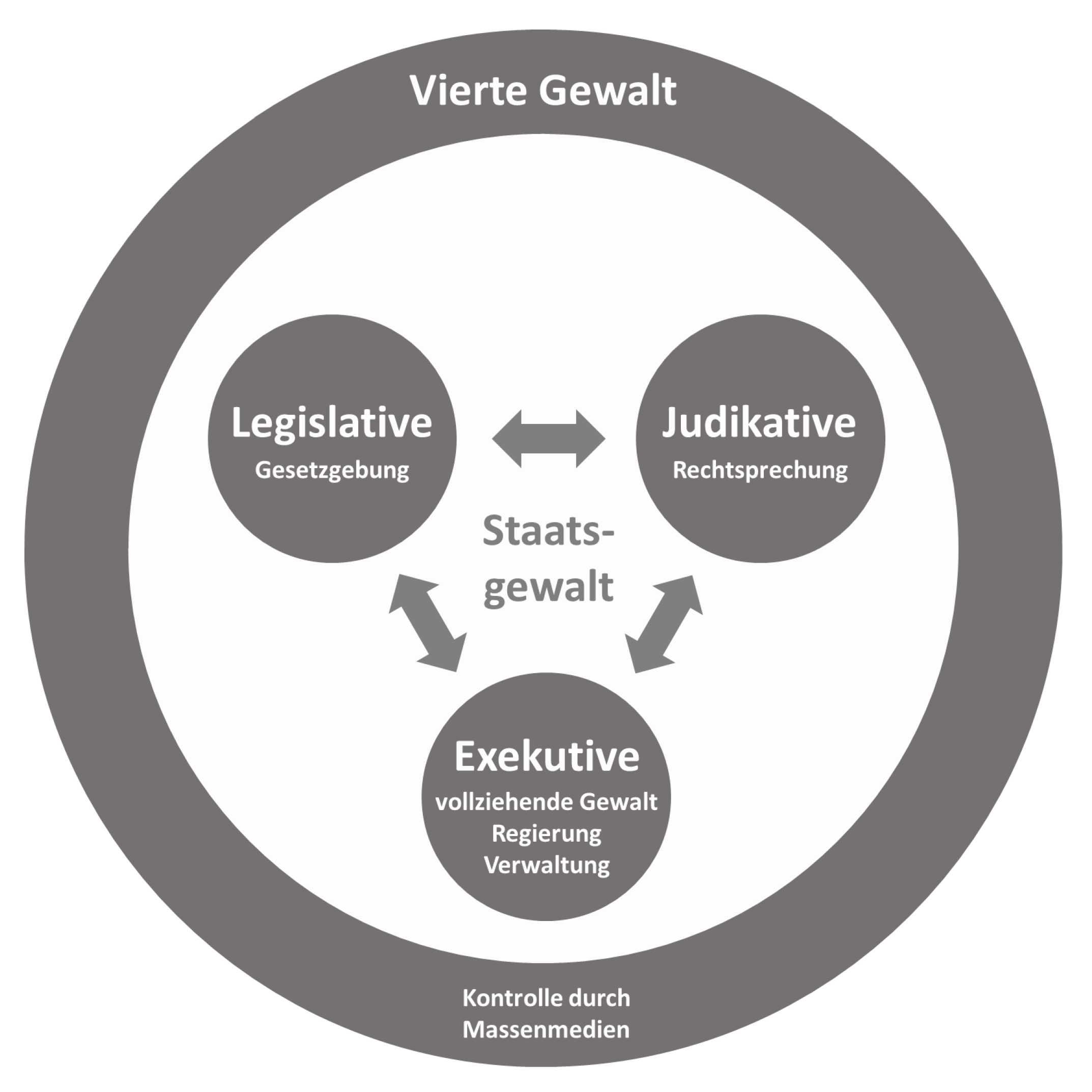
Vierte Gewalt zur Machtkontrolle der drei Staatsgewalten.

Für Journalisten gilt daher das „Gebot der Staatsferne“, sie dürfen zudem nicht staatlich beeinflusst werden. Neben Ärzten, Rechtsanwälten und Priestern können sie sich auf ein Zeugnisverweigerungsrecht vor Gericht berufen. Nur wenn ein Informant sicher sein kann, nicht genannt zu werden, kann durch investigativen Journalismus die Aufdeckung von Missständen, zum Beispiel bei Korruption, eine „Kontrollfunktion“ gegenüber dem Staat ausgeübt werden. Daher werden Journalisten und Medien oft als Vierte Gewalt im Staate bezeichnet.
Journalisten informieren die Öffentlichkeit über Sachverhalte oder Vorgänge, die von allgemeiner, politischer, wirtschaftlicher oder kultureller Bedeutung sind. Damit tragen sie zum Prozess der politischen Meinungs- und Willensbildung bei und erfüllen eine wichtige gesellschaftliche und öffentliche Aufgabe. Um ihrer Aufgabe als Kontrollinstanz der Gesellschaft gerecht werden zu können, stehen Journalisten besondere Recherchebefugnisse zu, die die Pressegesetze der Länder unter den Begriffen „Auskunftsrecht“ oder „Informationsrecht“ regeln. Die Bereiche Zusicherungen und Erhalt von Auskünften von allgemeinem Interesse von Behörden und Ämtern, dehnte die höchstrichterliche Rechtsprechung auch schon auf Unternehmen aus, wo Recherchen notwendig waren, um entsprechende Missstände und Fehlentwicklungen aufzudecken.

## Geschichte

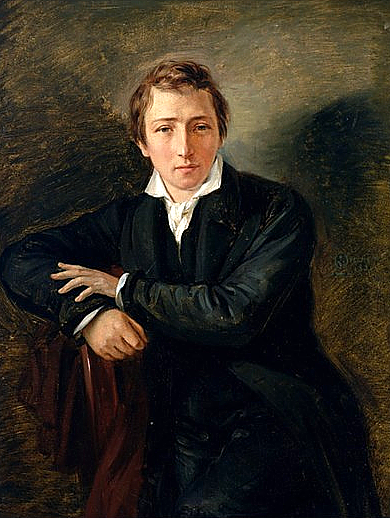
Heinrich Heine, Dichter und Journalist

### Bis 19. Jahrhundert
Die Berufsgeschichte des Journalismus ist untrennbar mit der Geschichte von Zeitung und Zeitschrift verbunden. Dieter Paul Baumert unterschied 1928 vier Zeiträume der Entwicklung des Journalismus in Deutschland als anerkanntem Beruf:
1. die präjournalistische Phase bis Mitte des 16. Jahrhunderts (eher sporadisches, grundsätzlich nicht berufsmäßig betriebenes Nachrichtenwesen):
2. den korrespondierenden/referierenden Journalismus bis Mitte des 18. Jahrhunderts (rein neutral vermittelnde Berichterstattung ohne redaktionelle Bearbeitung),
3. den schriftstellernden/räsonierenden Journalismus bis Ende des Vormärz (geistig anspruchsvolle Flugblatt- und Zeitschriftenliteratur) sowie
4. den redaktionellen Journalismus seitdem (planmäßiges Zusammenwirken von Nachrichtenwesen und Tagesliteratur).

Diese vier Phasen bezeichnen jeweils die dominante Erscheinungsform. Heinz Pürer fügte aufgrund vor allem seit etwa 1975 eingetretener Veränderungen bei den Techniken der Zeitungsherstellung noch eine fünfte Epoche hinzu, die Phase des redaktionstechnischen Journalismus.
Der Zeitraum zwischen 1750 und 1850 wurde durch Jörg Requate hinsichtlich zweier Typen von Presse unterschieden:
1. die Herausgeberpresse – zumeist kurzlebig – die restriktiven presserechtlich-politischen Rahmenbedingungen ließen sie schnell aufgeben; der Name sei unauflöslich mit dem des Gründers verbunden; das geschäftliche und politische Risiko trüge allein der Herausgeber;
2. die Verlegerpresse – zumeist langlebig – Die Ausrichtung orientierte sich eher auf geschäftlichen denn politischen Erfolg; der redaktionell betreute Journalismus bildete sich durch diese Form heraus.Zeitungsverleger und Journalist Edmund Schiefeling (um 1932)

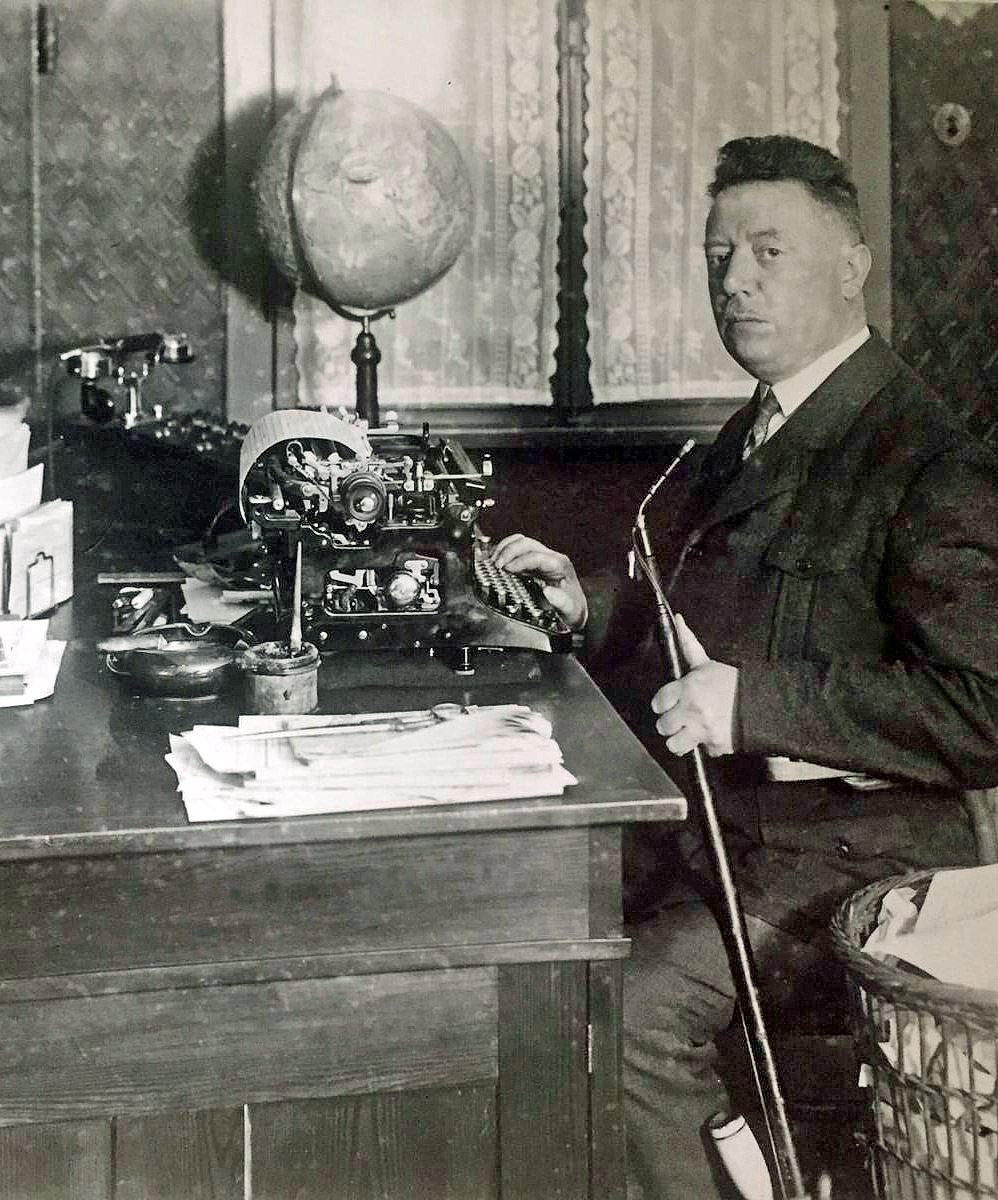
Zeitungsverleger und Journalist Edmund Schiefeling (um 1932)

Die inhaltliche Entwicklung des Journalistenberufs in Deutschland prägten vier Faktoren: Das Maß an Pressefreiheit und der Zensur, der Verlauf des Parteienbildungsprozesses, die Kommerzialisierung der Presse und die Entwicklung des journalistischen Selbstverständnisses. Journalist war im 17. und 18. Jahrhundert ein Schriftsteller, der sich mitunter auch als Herausgeber (meist zugleich auch als alleiniger Autor) eines Journals betätigte – im Falle des literarischen Journals mit der Rezension neuester wissenschaftlicher Schriften befasst, im Falle des historischen oder politischen Journals der Kommentator von Zeitungsnachrichten, die zu diesem Zeitpunkt Zeitungen in der Regel ohne Kommentar und anonym abdruckten. Die damit einhergehende Arbeitsteilung – der Journalist konnte sich jederzeit darauf zurückziehen, er kommentiere die Nachrichten des Korrespondenten lediglich, sei für sie selbst jedoch nicht verantwortlich – trug vornehmlich dem instabilen Schutz der Meinungsäußerung Rechnung.
Die deutsche Presse entwickelte sich etwa parallel zur Presse in England, den USA und Frankreich bis etwa 1819, als mit den Karlsbader Beschlüssen die Meinungskontrolle in den deutschen Bundesstaaten vereinheitlicht wurde.
Mit der Einführung eines stabileren Presserechts ab 1871 im Deutschen Kaiserreich löste sich der Journalismus vom Journal. Die Analyse und der Kommentar zogen in die Zeitungen ein, die damit Plattformen öffentlicher Debatten wurden; in der Ausdifferenzierung in Berichterstattung und Kommentar lebt innerhalb der Zeitung die alte Arbeitsteilung fort. Der Journalistenberuf selbst wandelte sich gegen Ende des 19. Jahrhunderts von einem Nebenberuf zu einem Lebens-Hauptberuf. Seine Arbeit besteht seit diesen Umschichtungen primär in der Recherche, der Aufarbeitung und dem Angebot von Information in den tagesaktuellen Medien des Drucksektors. Eine starke Schubwirkung auf die Presse ging zudem in den 1870er Jahren von der Parlamentarisierung im Reichstag und der politischen Fraktionierung des gesellschaftlichen Lebens aus. Die Herausbildung der Parteipresse, die schon seit 1848 in Ansätzen begonnen hatte, setzte sich jetzt vollends durch.

### Ab 20. Jahrhundert

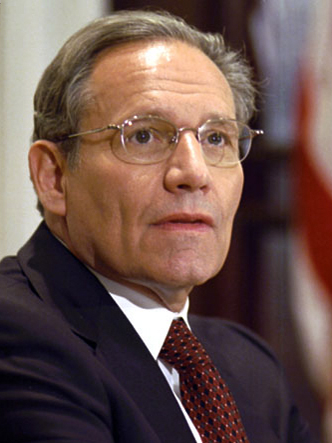
Bob Woodward (* 1943), einer der Journalisten, die die Watergate-Affäre aufdeckten

Zur Sympathisierung von Journalisten mit der NSDAP während der Zeit des Nationalsozialismus verweisen Publizistik-Wissenschaftler wie Horst Pöttker auf das Medienimperium von Alfred Hugenberg, das bereits vor 1933 journalistisch den Weg für eine spätere Lenkung der Medien durch die NSDAP bereitete. Vor allem Nachrichtenagenturen trugen in Deutschland zwischen 1933 und 1945 zur Gleichschaltung von Presse und Funk maßgeblich bei. Damit folgen auch die neueren Publizistik-Wissenschaftler der Tradition, die Entwicklung als Resultat von Manipulationen mächtiger Organisationen vorauszusetzen. Im angelsächsischen Raum wird im Gegensatz dazu, den Analysen von Czesław Miłosz folgend, das Denken der Einzelnen, „der Verrat der Schreibenden an der Freiheit“, in den Vordergrund gestellt.
Nach dem Zweiten Weltkrieg kritisierten 1945 die britischen Journalismuslehrer an der deutschen Journalismustradition die mangelnde Trennung von Nachricht und Meinung sowie die mangelnde Unabhängigkeit von Staat und Politik, im Sinne einer „Gesinnungspublizistik“. Sie wollten daher nicht auf diese deutsche Tradition zurückgreifen, sondern im Jahre „Null“ neu aufsetzen.
Durch den technischen Fortschritt, vor allem im Bereich zwischen Redaktion und Produktion (etwa Druck), weiteten sich Ende des 20. Jahrhunderts die Funktionen des Journalisten aus. Je nach Betriebsgröße und -organisation werden auch Aufgaben wahrgenommen, die früher ein Schriftsetzer, ein Layouter oder ein Mitarbeiter der Lithografie erledigt hat. Vor allem Hard- und Softwareprodukte in diesem Bereich ermöglichen, dass der schreibende Journalist auf seinem Bildschirm bereits die fertige Seite sieht und noch selbst mitprägen kann. Dementsprechend erweitert sich auch das Spektrum der schreibenden Fähigkeiten um Spezialkenntnisse aus dem Bereich der Bilder-, Grafik- und Layoutwelt.
Während der Medienkrise ab 2002 sorgte die schlechte Auftragslage bei den Anzeigen für den Abbau von redaktionellen Stellen. Bei den Zeitungen arbeiteten um 2005 nur noch knapp 70 % des Personals von 1993, bei Nachrichtenagenturen und Anzeigenblättern weniger als die Hälfte. 2005 konnten vom Journalismus wesentlich weniger Menschen leben als 1993. Parallel zur besseren konjunkturellen Entwicklung nahm ab 2006 die Zahl der arbeitslosen Journalisten wieder ab, die Zahl der Stellen deutlich zu. Seit Ende 2008 führten mehrere Medienunternehmen jedoch aufgrund des starken konjunkturellen Abschwungs Stellenkürzungen durch.
Von Journalisten werden immer mehr Tätigkeiten auch im Bereich der Produktion verlangt. Insgesamt nimmt der Arbeitsdruck in den Redaktionen zu, dabei geht die Zahl der festangestellten Journalisten zurück. Parallel dazu wächst die Zahl der freien Journalisten, während deren Honorare abnehmen. Die Tendenz geht zum Content-Lieferanten. Machtmissbrauch und Sensationsgier brachten vor allem den Boulevard-Journalismus in die Kritik. Die Journalistengewerkschaft DJV stellt hierzu fest: „Qualität im Journalismus erfordert professionelle Arbeitsbedingungen und soziale Sicherheiten, die den journalistischen Anforderungen und der Verantwortung von Festangestellten wie Freien gerecht werden.“
Demgegenüber steht engagierter Investigativjournalismus, der es sich ab den späten 1960er Jahren zur Aufgabe gemacht habt, auf der Basis journalistischer Recherche Aufklärungsarbeit über Missstände zu leisten. Meist geschieht dies über zusammengefasste Publikationen in Form entsprechender Sachbücher (wie von Günter Wallraff oder Ernst Klee), bei Fernsehjournalisten durch kritische Sendeformate wie z. B. Panorama oder Report München, teils auch in Tages- oder Wochenzeitungen.

#### Gewandeltes Rollenselbstbild
Das Rollenselbstbild, also wie die Akteure ihre Aufgabe in der Gesellschaft sehen, hat sich zweier repräsentativer Journalistenbefragungen von 1993 und 2005 zufolge in Deutschland gewandelt. Die Ambitionen von Kritik und Kontrolle haben demnach abgenommen, es dominieren die reinen Informationsjournalisten und News-Manager. Der Anteil der Journalisten, die „Kritik an Missständen üben“ als Ziel angeben, ist von 63 % auf 57 % gesunken. Der Anteil der Journalisten, die „sich einsetzen für die Benachteiligten in der Bevölkerung“ als Ziel angeben, ist von 43 % auf 29 % gesunken, und der Anteil jener, „die Politik, Wirtschaft und Gesellschaft kontrollieren“ wollen, von 37 % auf 24 %. Umgekehrt stieg der Anteil der Journalisten, die „möglichst neutral und präzise informieren“ wollen, von 74 % auf 89 %. Der Anteil der Journalisten, die „komplexe Sachverhalte erklären und vermitteln“ wollen, stieg von 74 % auf 80 %, und der von jenen, welche „die Realität genau so abbilden wollen, wie sie ist“, von 66 % auf 74 %.
Bei Politikjournalisten ergibt sich ein etwas modifiziertes Bild. Der Anteil der Politikjournalisten, die nach eigenen Angaben „die politische Tagesordnung beeinflussen und Themen auf die Agenda setzen“ oder „die Bereiche Politik, Wirtschaft und Gesellschaft kontrollieren“ wollen, liegt einer Studie von 2010 zufolge zwar unter 50 %, aber deutlich höher als beim Durchschnitt der Journalisten.
Eine repräsentative Befragung von 1.536 Journalisten Anfang des 20. Jahrhunderts ergab, dass Journalisten „moralisch umstrittene Recherchemethoden“ zwar prinzipiell ablehnen, entsprechende Arbeitsweisen „in Abhängigkeit von konkreten Situationen aber dennoch anwenden würden.“
Im Rahmen der Worlds of Journalism Study aus dem Jahr 2011 wurden Journalisten aus 18 Ländern zu ihrer Selbsteinschätzung befragt. Anhand der psychologischen Methode des „Centering“ arbeitete das Forscherteam die vier grundlegenden Typen des „publikumsorientierten Vermittlers“, des „kritischen Weltveränderers“, des „opportunistischen Unterstützers“ und des „distanzierten Kontrolleurs“ heraus.

## Selbstverständnis

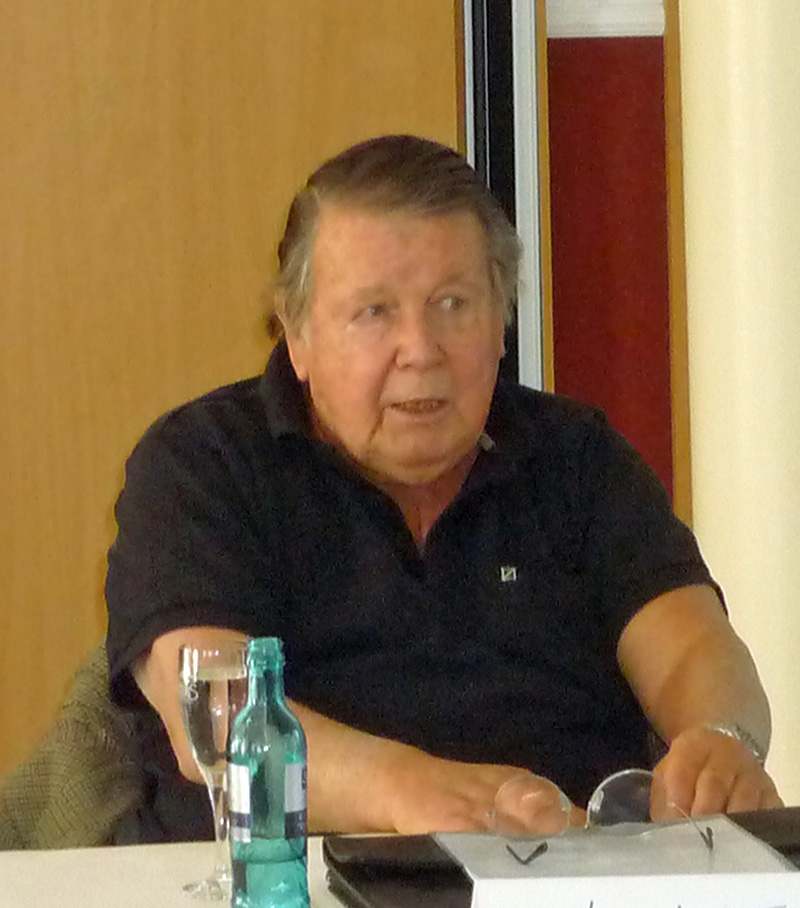
Lothar Loewe, deutscher Korrespondent (1929–2010)

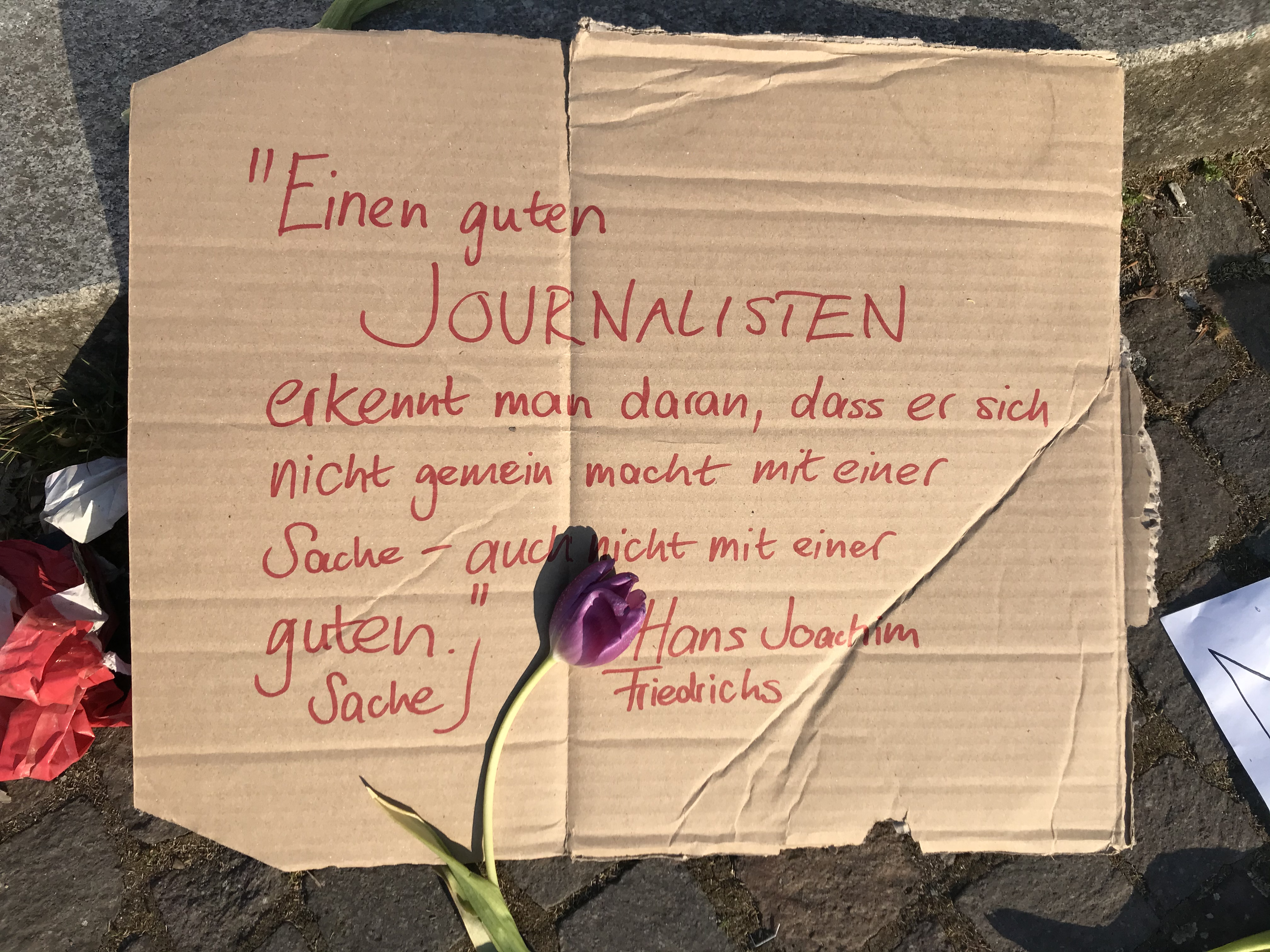
Schild mit sinngemäßem Zitat von Hanns Joachim Friedrichs: „Einen guten Journalisten erkennt man daran, dass er sich nicht gemein macht mit einer Sache – auch nicht mit einer guten Sache.“ (April 2020)

Das Selbstverständnis von Journalisten aus England und Amerika unterscheidet sich von demjenigen ihrer Kollegen auf dem europäischen Kontinent. Klischeehafte Ansichten wie „All The News That's Fit To Print“ oder „Tell it like it is“ kennzeichnen die angelsächsische Sicht der Dinge. Eine diametral entgegengesetzte Auffassung bringt Tissy Bruns im Vorwort zu einer neueren Untersuchung von Weichert und Zabel auf den Punkt: „Journalisten wollen und sollen die Welt erklären“. Die unterschiedlichen Einstellungen zur Rolle und Aufgabe des Berufsstandes blieben mit Stand 1980er Jahre laut Elisabeth Noelle-Neumann nicht ohne Einfluss auf die Wirkungsabsichten der zwei Journalistengruppen: „In verschiedenen Untersuchungen zeigte sich bei deutschen Journalisten eine Dominanz der eher aktiven und teilnehmenden Rolle mit dem Ziel, den gesellschaftlichen und politischen Prozess selbst zu beeinflussen, während in angelsächsischen Ländern die Rolle des Informationsvermittlers an oberster Stelle der Wertehierarchie steht“. Renate Köcher sprach 1985 von „Anspruch auf geistige Führung“ (deutsche Journalisten) und „skrupellose[r] Recherchebegeisterung“ (britische Journalisten).
Im Unterschied zu vielen anderen Ländern hat man seit Bestehen der Bundesrepublik Deutschland vermieden, die Journalisten aktiv in die jeweilige Regierungspolitik einzubinden, da die Gefahr einer wiederholten Instrumentalisierung der Presse als propagandistisches Erfüllungsorgan aus der NS-Propaganda befürchtet wird. Deutschland ist seitdem das einzige Land, dessen höchste Organisationsform der Journalisten, die Bundespressekonferenz, die Regierungssprecher zu den Pressekonferenzen einlädt. Embedded Journalism, wie ihn die USA während des Irak-Krieges praktizierten, war in Deutschland bislang nicht vorgesehen.
In vielen Ländern werden Bild und Selbstverständnis der Journalisten durch zahlreiche Romane, Kurzgeschichten, Theaterstücke und Filme dokumentiert. So taucht in den USA etwa The Front Page, das 1928 uraufgeführte Standardwerk von Ben Hecht und Charles MacArthur, in immer wieder neuen Adaptionen sowohl auf dem Broadway auf dem Spielplan auf als auch in Hollywood (z. B. The Front Page 1931, Sein Mädchen für besondere Fälle 1940, Extrablatt 1974, Eine Frau steht ihren Mann 1988).

### Selbstbild
Marc Deuze unterscheidet 2005 unter Rückbezug auf weitere Forschungsliteratur das journalistische Rollenverständnis in fünf idealtypische Eigenschaften/Werte, die heute noch aktuell sind:
1. Journalisten erbringen einen öffentlichen Dienst als aktive Verbreiter und Sammler von korrekten Informationen, wobei diese kritisch diskutiert werden (watchdog-journalism = Kontrollfunktion).[40][41][42][43][44][45][46]
2. Journalisten sind objektiv, fair, neutral, unparteiisch und deshalb glaubwürdig.[42][41][47][45][48][49][50]
3. Journalisten sind autonom, frei und unabhängig bei ihrer Arbeit.[43][51][50]
4. Journalisten haben ein Gefühl für Aktualität und Unmittelbarkeit von Nachrichten.[42]
5. Journalisten haben einen Sinn für Ethik, Validität und Legitimität bei ihrer Arbeit.[44][47][50]

Besonders hervorstechend sind in Untersuchungen zum journalistischen Rollenverständnis und professionellen Selbstbild die Kontrollfunktion, Informationsbereitstellung, Objektivität der Berichterstattung (Rolle als passiv-unabhängiger Beobachter) sowie die Überzeugung, Nachrichten sollten professionell, unparteiisch, fair und glaubwürdig sein.

### Politische Haltung
Nach einer Reihe von Befragungen im deutschsprachigen Raum der letzten Jahrzehnte positioniert sich ein großer Teil der befragten Journalisten selbst als links der Mitte. Die politische Ausrichtung ihres Mediums empfinden sie hingegen als etwas oder deutlich weiter rechts ihrer Einstellung.
2005 ergab die Befragung einer repräsentativen Stichprobe von 1.536 Journalisten aller Mediensparten, dass Journalisten in Deutschland überdurchschnittlich oft Sympathien für die Partei Bündnis 90/Die Grünen haben (35,5 %), gefolgt von der SPD (26,0 %). CDU/CSU (8,7 %), FDP (6,3 %) und PDS/Die Linke (0,8 %) finden unter Journalisten deutlich unterdurchschnittlich viele Anhänger. Ein Fünftel der Journalisten (19,6 %) nannte keine Partei. Eine mögliche Ursache dafür sei der niedrigere Altersdurchschnitt der Journalisten im Gegensatz zur Gesamtbevölkerung, welcher etwa mit einer häufigeren Präferenz zu den Grünen einhergehe.
Bei einer Befragung von 500 repräsentativ ausgewählten Journalisten in Österreich kam es 2008 ebenfalls zu dem Ergebnis, dass Medienleute überdurchschnittlich oft (34 %) Die Grünen als die ihnen am nächsten stehende Partei nannten. Die ÖVP kam auf 14 %, die SPÖ auf 9 %. Eine im Rahmen einer Journalismusstudie in den Jahren 2014 bis 2016 vom Institut für Angewandte Medienwissenschaft der ZHAW in Zusammenarbeit mit der Universität Neuenburg durchgeführte schweizweite Journalistenbefragung ergab, dass sich fast 70 % der 163 befragten SRG-Journalisten selbst als links oder eher links einordnen. 16 % verorteten sich in der politischen Mitte, 16 % sahen sich als rechts. Bei privaten Medien in der Schweiz bezeichneten sich 62 % der Journalisten als links. 14,5 % verorteten sich in der Mitte und 24 % bezeichnen sich als rechts. Fast 10 % ordneten sich links außen, knapp 2 % als rechts außen ein. Eine Untersuchung von drei Wissenschaftlern der Aston University zu BBC-Journalisten kam anhand deren Twitter-Aktivitäten (Follows und Retweets) zu dem Ergebnis, dass die BBC-Journalisten die Liberalen, den pro-EU Teil der konservativen Tories und den Teil der Sozialdemokraten (Labour), welche dem linken Flügel der Partei feindlich gegenüberstanden, als besonders teilens- und beachtenswert erachten. Zudem erhielten Parteien, die in Großbritannien außerhalb Englands aktiv sind, allgemein kaum Beachtung.
Der die schweizerischen Daten auswertende Medienwissenschaftler Vinzenz Wyss vermutet 2018, dass die journalistische Kritik- und Kontrollfunktion allgemein mit einer linken Gesellschaftsposition korreliert. Wobei er die einheitliche Einordnung der Journalisten als links oder rechts aufgrund der breiten Streuung dieser Begriffe als irreführend ansieht. Aus denselben Daten ergibt sich, dass sich die Befragten desto weiter rechts verorten, je höher sie auf der Karriereleiter stehen. Aus den Studien zu Deutschland ergibt sich mangels Zahlen dazu kein genügender Aufschluss.
Die Studienersteller der Freien Universität Berlin verweisen 2019 darauf, dass für die Berichterstattung in der Regel die redaktionelle Linie des jeweiligen Mediums bedeutender als die jeweilige individuelle Selbstverortung ist. Die persönliche Orientierung eines Journalisten und die redaktionelle Linie seines Mediums unterschieden sich zum Teil sehr deutlich.

## Gefährdung im Beruf
Aufgrund ihrer Tätigkeit als Verbreiter und Veröffentlicher von Informationen und Meinungen sind Journalisten weltweit Ziel von Terroristen und Machthabern. Jährlich werden etliche Journalisten im Zusammenhang mit ihrer Arbeit getötet. Während Press Emblem Campaign für 2020 mindestens 92 getötete Journalisten zählt, nennt Reporter ohne Grenzen 50, bei denen nach Recherche sicher sei, dass sie in direktem Zusammenhang mit ihrer Arbeit zu Tode kamen. Zudem saßen danach Ende 2020 weltweit 387 Journalisten und andere Medienschaffende wegen ihrer Tätigkeit im Gefängnis, davon 117 allein in China. Weitere 54 Journalisten waren entführt, vier verschollen.

### Berufskrankheiten
Nach Daten von 2004, die Siegfried Akermann als Chefarzt der Allianz Lebensversicherungs-AG in jahrelanger Beobachtung erhoben hat, war unter Journalisten die Zahl derer verhältnismäßig hoch, die vorzeitig in Rente gehen mussten oder gar nicht oder nur noch eingeschränkt berufsfähig waren. Die Berufsunfähigkeit trat im Durchschnitt mit 50 Jahren bzw. nach 16 Jahren Berufstätigkeit ein. Besonders häufig waren psychische und neurologische Beschwerden sowie Erkrankungen des Bewegungsapparates und des Herz-Kreislaufsystems.

## Rezeption

### Wirkungsmacht
Der amerikanische Journalist und Medienkritiker Walter Lippmann prägte für Journalisten den Ausdruck „gatekeeper“; sie entscheiden, was der Öffentlichkeit vorenthalten und was weitergegeben wird. Der Journalist und Sachbuchautor Thomas Leif meint, Medien können beim Agenda Setting durch das Aufgreifen und Gewichten sowie mit Aufmachung und Platzierung bestimmte Themen in den Mittelpunkt rücken.
Beim Agenda Cutting wird versucht, bestimmte Themen zu verhindern, auszublenden oder zu verzögern. Dies sieht Jean Baudrillard als hervorstechendstes Merkmal des Journalistenberufs, die Verhinderung von Kommunikation. Der Austausch von Information („parole et réponse“) wird durch den Journalisten effektiv unterbunden. Somit wird sie zur „Rede ohne Antwort“, statt zu einem einen persönlichen Zusammenhang schaffenden zurückwirkenden Raum. Alibi-Übungen wie Leserbriefseiten ändern an dieser Tatsache wenig.

### Vertrauen
Nach einer 2010 europaweit durchgeführten repräsentativen Befragung von 32.000 Personen zum Vertrauen in Berufsgruppen vertrauten 27 Prozent Berufsgruppe der Journalisten; sie lagen damit drei Plätze vor den Politikern.
In der Umfrage „Trusted Brands 2015“ der Zeitschrift Reader’s Digest äußerten 26 Prozent der Umfrageteilnehmer in Deutschland, viel oder ziemlich viel Vertrauen zu Journalisten zu haben. 68 Prozent hatten wenig oder überhaupt kein Vertrauen zu diesem Berufsstand. Für Österreich und die Schweiz wurden ähnliche Werte (28/66 Prozent) ermittelt.
Laut der internationalen Umfrage „GfK Trust in professions 2018“ des GfK Vereins zählt der Journalist in Deutschland zu den von der Bevölkerung am wenigsten als vertrauenswürdig eingeschätzten Berufen. 38 Prozent der über 2000 befragten Deutschen vertrauen dieser Berufsgruppe „voll und ganz“ oder „überwiegend“, damit belegt der Journalistenberuf Platz 28 von 32 auf der Rangliste.
Nach einer repräsentativen Forsa-Umfrage vom August 2022 haben 32 Prozent der Befragten ein „sehr hohes oder hohes Ansehen“ der Berufsgruppe der Journalisten, im Jahre 2007 waren es noch 47 Prozent.

#### Vertrauen in Medien
In der Umfrage von infratest-dimap im Auftrag des WDR im Jahr 2015 mit 750 Befragten bundesweit hielten 52 % die deutschen Medien für glaubwürdig, mit großen Unterschieden bei den verschiedenen Medien. 77 % bzw. 71 % hielten das öffentlich-rechtliche Fernsehen bzw. Radio für glaubwürdig, 65 % die Tageszeitungen, 45 % bzw. 31 % privates Radio bzw. Fernsehen und nur 7 % die Boulevardpresse. 42 % der Befragten glauben, dass die Medien von der Politik Vorgaben für die Berichterstattung bekommen.
Das Vertrauen in die Nachrichten aller Medien allgemein ging in Deutschland von 60 Prozent im Jahr 2013 auf 50 Prozent im Jahr 2022 zurück, in der Schweiz von 50 auf 46 Prozent und in Österreich von 48 auf 41 Prozent. Im Jahr 2022 waren in Deutschland 41 Prozent der Ansicht, die Medien seien frei von unzulässiger politischer Einflussnahme, in der Schweiz waren es 37 Prozent und in Österreich 23 Prozent.

### Korruption
In Deutschland ist die Bestechung von Journalisten meist nicht strafbar. Das Globale Korruptionsbarometer 2013 der Antikorruptionsorganisation Transparency International ergab schwindendes Vertrauen: 54 % der in Deutschland Befragten hielten die Medien für korrupt oder sehr korrupt, nur politische Parteien und Privatwirtschaft schnitten noch schlechter ab. Bei einer Umfrage im April 2015 lehnten 37 % der befragten 386 Journalisten die Aussage ab, dass korrupte Handlungen ein großes Problem im Journalismus darstellen.
2012 forderte Transparency International eine Abschaffung von Sonderkonditionen und Preisnachlässen für Journalisten auf Waren und Dienstleistungen, der sogenannten Journalistenrabatte oder Pressekonditionen. 74 % aller Tageszeitungsjournalisten gaben in einer Studie an, dass sie Journalistenrabatte oder Pressekonditionen nutzen. Die Hälfte der Befragten sahen diese Praxis als problematisch an und 80 % sind sich sicher, dass Unternehmen Rabatte anbieten, weil sie sich Einfluss auf die Berichterstattung erhoffen.
Transparency International Deutschland entwickelte 2020 folgende Leitlinien gegen Korruption gegenüber Journalisten:
- Strikte redaktionelle Unabhängigkeit von Verlags-/Anzeigeninteressen
- Deutliche transparente Offenlegung von strukturellen Abhängigkeiten
- Aufklärung der Leser über jede finanzielle oder geldwerte Unterstützung
- Offenlegung von Nebentätigkeiten bei  Nicht-Medienunternehmen
- Ablehnung aller „Journalisten-Rabatte“ sowie der Annahme von Geschenken und geldwerten Vorteilen ab einem festgelegten Betrag, Kennzeichnung extern bezahlter Pressereisen
- Produkttests nur durch fachlich qualifizierte Journalisten ohne externe finanzielle Zuwendungen, keine Einbehaltung von Testprodukten, transparente Darlegung der ohne Einfluss durch Hersteller erstellten Testkriterien
- Klares Regelwerk mit Sanktionen bei Verstößen[85]

## Filme
- Hitlers Eliten nach 1945. Journalisten – Diener der Macht. Dokumentation, 45 Min., ein Film von Wilhelm Reschl und Kurt Schneider, Produktion: SWR, Erstsendung: 15. Juli 2002, Inhaltsangabe vom WDR
- Die Meute – Macht und Ohnmacht der Medien (WDR, 2001) Herlinde Koelbl; Rezension bei 3sat online: Ein Dokumentarfilm über Journalisten auf der Jagd